# Saint-Ay
Saint-Ay é uma comuna francesa na região administrativa do Centro, no departamento Loiret. Estende-se por uma área de 10,06 km². Em 2010 a comuna tinha 3 577 habitantes (densidade: 355,6 hab./km²).